# Benjamin Bouchouari
Benjamin Bouchouari, född 13 november 2001 i Borgerhout, är en belgiskfödd marockansk fotbollsspelare som spelar för Saint-Étienne.

## Klubbkarriär
Benjamin Bouchouari inledde sin seniorkarriär i Roda JC 2020. 2022 lämnade han för Saint-Étienne. 

## Landslagskarriär
Benjamin Bouchouari har representerat Marocko på U23-nivån sedan 2022. Han ingick i det marockanska laget som vid olympiska sommarspelen 2024 i Paris som tog brons efter att Marocko besegrat Egypten i bronsmatchen.